# Somondoco
Somondoco è un comune della Colombia facente parte del dipartimento di Boyacá.
Il centro abitato venne fondato nel 1537, mentre l'istituzione del comune è del 1656.